# 신덕중학교
신덕중학교(新德中學校)는 대한민국 부산광역시 북구 만덕동에 있는 공립 중학교이다.

## 학교 연혁
- 2003년 12월 31일 : 신덕중학교 설립인가
- 2004년 2월 26일 : 신축공사 준공(교과교실 36, 특별교실 48, 기타 부속실)
- 2004년 3월 1일 : 초대 김희경 교장 취임
- 2004년 3월 5일 : 개교 및 제1회 입학식(10학급 346명)
- 2007년 2월 22일 : 제1회 졸업식(10학급 327명)
- 2007년 11월 27일 : 교육인적자원부 지정 학교체육영역 연구 성과 보고
- 2013년 8월 26일 : 진로상담실 및 활동실 구축
- 2019년 3월 1일 : 다행복학교 지정 운영 (2019~2022)
- 2025년 2월 7일 : 제19회 졸업식(5학급 126명, 총계 5,029명)
- 2025년 3월 1일 : 제8대 이윤우 교장 취임
- 2025년 3월 4일 : 제22회 입학식(5학급 118명)

## 참고 자료
- 신덕중학교 - 한국교육학술정보원 학교알리미